# Ctenicera falsifica
Ctenicera falsifica là một loài bọ cánh cứng trong họ Elateridae. Loài này được LeConte miêu tả khoa học năm 1853.